# 張諫
張諫（1406年—1471年），字孟弼，應天府句容縣人，軍籍。明朝政治人物。同進士出身。

## 生平
張諫先世謫戌貴州赤水（時屬雲南），宣德十年（1435年），張諫高中乙卯科雲南鄉試第二名。正統四年（1439年），登己未科三甲第三十三名，成為貴州首位進士。授行人司行人，擢監察御史，歷河南按察司副使，召為順天府府尹。因與巡按御史黃𰢕互相攻訐，雙雙降職。張諫降山東萊州府知府，任內以有治蹟，召為太僕寺卿，成化七年（1471年）五月，卒於任內。大學士商輅為之作墓志銘。

## 家族
曾祖張仲明。祖父張榖賓。父張伯安。